# Lombardia (piroscafo)
Il Lombardia è un piroscafo a salone a ruote del Lago Maggiore, tuttora esistente (seppur non più attivo) e ormeggiato ad Arona (NO).

## Storia
Commissionato dalla Società Anonima Innocente Mangilli - Impresa di Navigazione sul Lago Maggiore ai cantieri navali Odero di Sestri Ponente, assieme al gemello benacense Italia nel 1908, entrò in servizio nel maggio 1909 e fu l'ultimo e più grande dei piroscafi a ruote del Verbano (lunghezza 52,2 metri, capienza 700 passeggeri), divenendo l'ammiraglia della flotta del lago. Nel 1923, con il passaggio di gestione alla Società Subalpina Imprese Ferroviarie, lo scafo venne ridipinto di nero. Scampato agli attacchi aerei della seconda guerra mondiale, nel 1948 passò assieme al resto della flotta alla Gestione Governativa, che nel 1950 lo rimodernò con la modifica dei bruciatori delle caldaie da carbone a nafta. Nel 1958 venne però ritirato dal servizio, privato dell'apparato motore e venduto ad un privato, che lo ormeggiò a Baveno utilizzandolo come ristorante. Subì alcune modifiche come la chiusura del ponte superiore (ma il fumo rimase intatto) e la copertura del ponte di coperta, ma la maggior parte delle caratteristiche preesistenti rimase intatta. Dal 1969 è ormeggiato ad Arona, vicino ai cantieri navali NLM (ed al Piemonte, ultimo piroscafo del Verbano rimasto attivo), utilizzato dapprima come discoteca e poi come ristorante.

## Il profilo
L'aspetto del Lombardia, nonché del gemello Italia, era particolarmente innovativo per i laghi italiani. Le caldaie erano decentrate verso poppa rispetto alle ruote, e quindi anche il fumaiolo. Per bilanciare il profilo che diveniva così piuttosto pesante, il fumaiolo, assieme alle maniche a vento ed alla timoniera (dotata di singolari "alette di plancia", anch'esse una rarità sui laghi italiani) non era posto sul ponte di coperta, ma sopraelevato di un livello, sul tetto di una piccola saletta fumatori posta a centro nave. A prua e poppa si innalzavano due alberi, e sui tamburi delle ruote erano rizzate due piccole scialuppe. Questa disposizione degli elementi costruttivi, unica in Italia ma molto comune in Svizzera, dava alle due navi un aspetto imponente e maestoso senza essere pesante o sgraziato. Le uniche differenze tra l'unità benacense e quella verbanica era costituita dalla minore altezza del fumaiolo di quest'ultima, e dalla presenza – sempre su di essa – di telai per i tendoni anche sul ponte di coperta prodiero, di cui invece l'Italia era sprovvisto.
Nonostante le modifiche, il Lombardia conserva tuttora l'aspetto originale, invece perso dal gemello causa i rimodernamenti da esso subiti.